# Gochnatia
Gochnatia là một chi thực vật có hoa trong họ Cúc (Asteraceae).

## Loài
Chi Gochnatia gồm các loài: